# Крістофер Кок

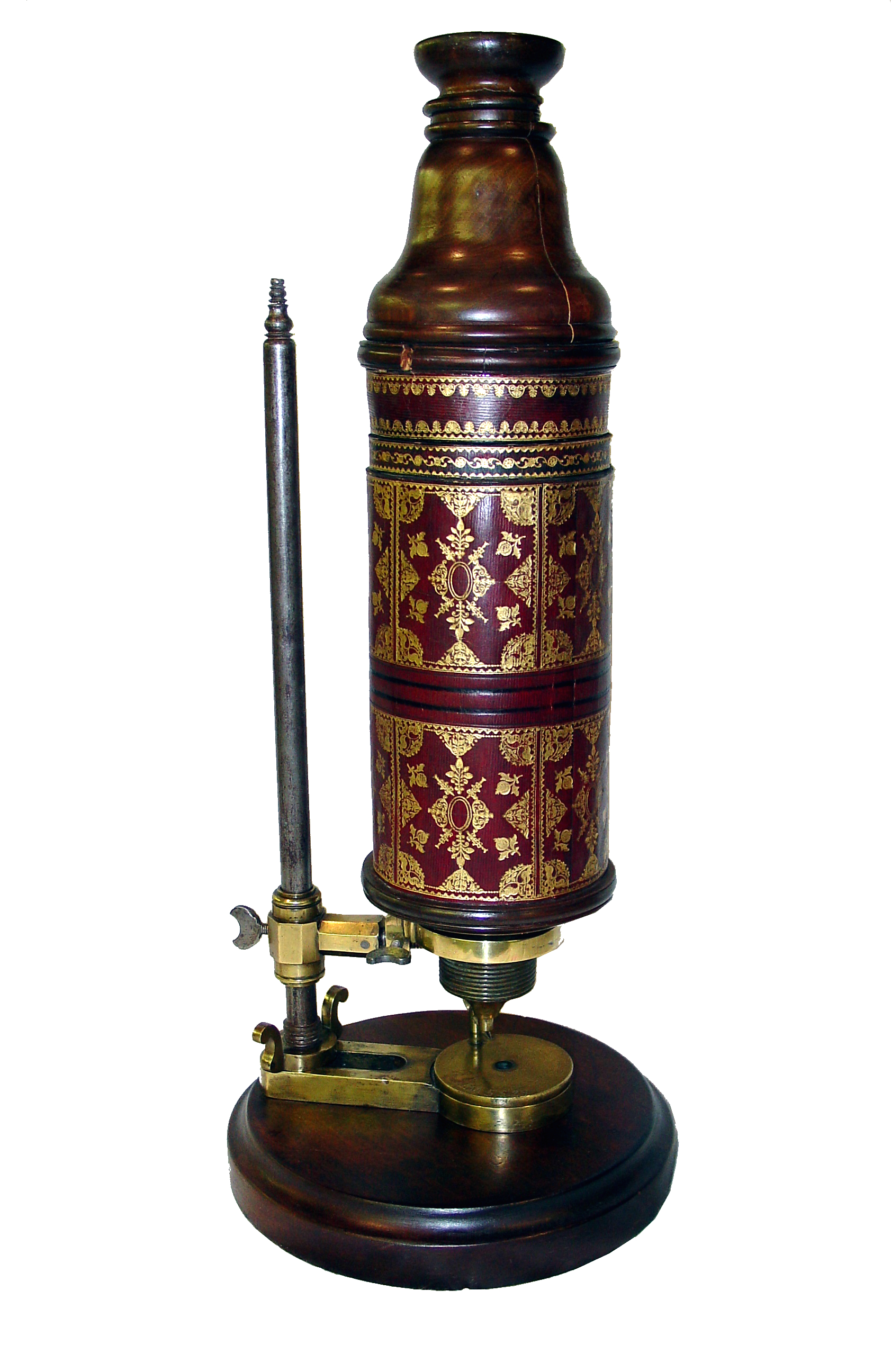
Мікроскоп Роберта Гука роботи Крістофера Кока

Крістофер Кок (англ. Christopher Cock; 1635–1703, Англія) — англійський майстер, винахідник з Лондона, виготовляв мікроскопи на замовлення Роберта Гука.
Мікроскопи, як на той час, були складними оптичними інструменти, хоча об'єктиви мали сильну сферичну аберацію.